# Valtatie 20
Pour les articles homonymes, voir Route nationale 20.
La route nationale 20  (en finnois : Valtatie 20, en suédois : Riksväg 20) est une route nationale de Finlande menant de Oulu à Kuusamo.
Elle mesure 218 kilomètres de long.

## Trajet
La route nationale 20 traverse les municipalités suivantes :
- Tuira, Oulu
- Kiiminki (20 km)
- Pudasjärvi (89 km)
- Taivalkoski (156 km)
- Kuusamo (218 km)